# ロシア・カップ (バレーボール)
ロシア・カップ（ロシア語: Кубок России, 英語: Russian Cup）は、ロシアで行われるバレーボールのカップ戦。1993年から開催。

## 歴代優勝クラブ

### 男子
- 1993年 ユグラ・サモトロル・ニジネヴァルトフスク
- 1994年 CSKAモスクワ
- 1995年 ベロゴリエ・ベルゴロド
- 1996年 ベロゴリエ・ベルゴロド
- 1997年 ベロゴリエ・ディナモ・ベルゴロド
- 1998年 ベロゴリエ・ディナモ・ベルゴロド
- 1999年 イズムルート・エカテリンブルク
- 2000年 イズムルート・エカテリンブルク
- 2001年 イズムルート・エカテリンブルク
- 2002年 イスクラ・オジンツォボ
- 2003年 ロコモティフ・ベロゴリエ・ベルゴロド
- 2004年 ディナモTTGカザン
- 2005年 ロコモティフ・ベロゴリエ・ベルゴロド
- 2006年 ディナモ・モスクワ
- 2007年 ディナモTTGカザン
- 2008年 ディナモ・モスクワ
- 2009年 ゼニト・カザン
- 2010年 ロコモティフ・ノヴォシビルスク
- 2011年 ロコモティフ・ノヴォシビルスク
- 2012年 ベロゴリエ・ベルゴロド
- 2013年 ベロゴリエ・ベルゴロド
- 2014年 ゼニト・カザン
- 2015年 ゼニト・カザン
- 2016年 ゼニト・カザン

### 女子
- 1993年 CMSチェリャビンスク
- 1994年 ディナモ・クラスノダール
- 1995年 ザレチエ・オジンツォボ
- 1996年 Автодор-Метар
- 1997年 Автодор-Метар
- 1998年 CSKAモスクワ
- 1999年 Балаковская АЭС
- 2000年 イスクラ・サマーラ
- 2001年 CSKAモスクワ
- 2002年 ザレチエ・オジンツォボ
- 2003年 ザレチエ・オジンツォボ
- 2004年 ザレチエ・オジンツォボ
- 2005年 CSKAモスクワ
- 2006年 ザレチエ・オジンツォボ
- 2007年 ザレチエ・オジンツォボ
- 2008年 Университет-Технолог
- 2009年 ディナモ・モスクワ
- 2010年 ディナモ・カザン
- 2011年 ディナモ・モスクワ
- 2012年 ディナモ・カザン
- 2013年 ディナモ・モスクワ
- 2014年 ディナモ・クラスノダール
- 2015年 ディナモ・クラスノダール
- 2016年 ディナモ・カザン